# Rewident taboru kolejowego
Treść tego artykułu od 2025-07 należy opracować w taki sposób, aby nie uwypuklała nadmiernie polskiej specyfiki / aby nie zawężała się tylko do polskich warunków
 Po wyeliminowaniu niedoskonałości należy usunąć szablon {{Dopracować}} z tego artykułu.

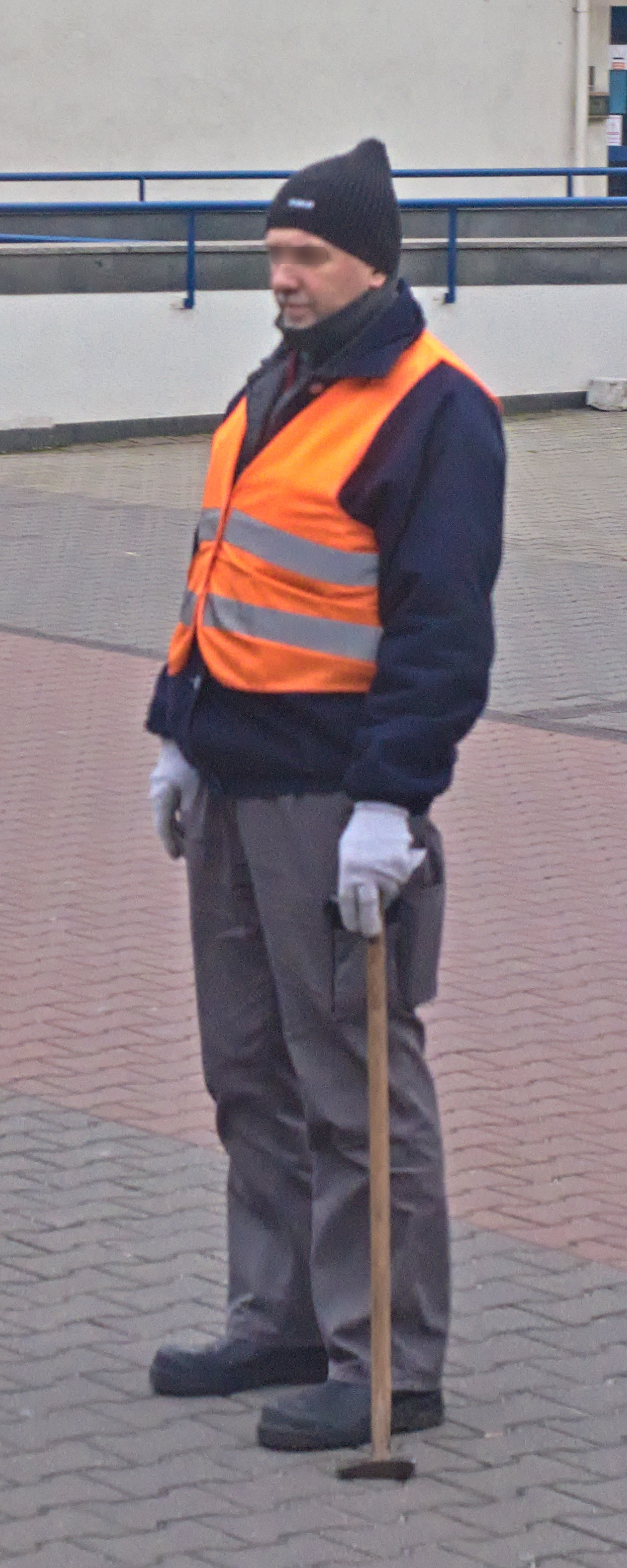
Rewident taboru kolejowego PKP Intercity z młotkiem rewidenckim

Rewident taboru kolejowego – pracownik kolei wykonujący prace związane z badaniem (oględzinami) stanu technicznego oraz drobną naprawą taboru kolejowego w szczególności wagonów pasażerskich, towarowych lub specjalnego przeznaczenia znajdujących się w składach pociągów rozpoczynających lub kończących bieg w obrębie posterunku rewizji technicznej, wagonowni, lokomotywowni. Decyduje on o tym czy dany wagon może zostać wyprawiony w drogę, jeżeli pojazd zagraża bezpieczeństwu ruchu kolejowego, zostaje on bezzwłocznie wyłączony z pociągu przez rewidenta taboru.
Podstawowe obowiązki rewidenta taboru:
- badanie (oględziny techniczne) wagonów w składach pociągów przybyłych z drogi
- badanie (oględziny techniczne) wagonów w składach pociągów wyprawianych w drogę
- posługiwanie się przyrządami pomiarowymi do np.: zestawów kołowych, zderzaków, manometrem
- odbiór wagonów pod względem technicznym z bocznic po załadunku lub rozładunku
- wykonywanie próby hamulca szczegółowej lub uproszczonej
- wybór wagonów pasażerskich oraz towarowych, pod przewozy międzynarodowe lub specjalne
- wyłączanie wagonów do naprawy bieżącej i włączanie wagonów po naprawie bieżącej.
- kierowanie wagonów z przekroczonym terminem naprawy okresowej do odpowiednich warsztatów naprawczych
- dokonywanie wyboru wagonów pod przesyłki specjalnie dysponowane, w tym szczególnie pojazdów i sprzętu wojskowego
- usuwanie drobnych usterek bez wyłączania wagonu z ruchu
- nadzorowanie pracy pracowników wykonujących naprawy wagonów
- odbiór wagonów towarowych po naprawach
- określenie prędkości dla wagonu uszkodzonego
- Wystawienie karty próby hamulca

Dawniej, na sieci PKP:
- Prowadzenie dokumentacji w książce rewizji technicznej pociągów Mw-561 oraz w książce wagonów uszkodzonych Mw-562, Zawiadomienie o wyłączeniu z przewozów wagonów uszkodzonych Mw-579, Zawiadomienie o naprawieniu wagonów nadających się do ponownego włączenia do przewozów Mw-581.
- wystawiać odpowiednie druki/nalepki na wagony- Wzór K (Mw-539), Wzór M (Mw-542), Wzór I (Świadectwo zdolności do biegu), oraz wzór R1 (Hamulec niezdatny do użytku), Mw-582 (do naprawy okresowej), Mw585 (wagon niezdatny do ruchu), Mw-589 (do poprawy ładunku lub przeładunku)

Zawód rewidenta taboru wiąże się z dużą odpowiedzialnością. W pracy na tym stanowisku liczy się spostrzegawczość i umiejętność działania pod presją czasu. Przydaje się również wiedza i doświadczenie w pracy na kolei. Przed rozpoczęciem szkolenia, kandydaci muszą przejść specjalne testy oraz badania, których celem jest sprawdzenie predyspozycji do wykonywania zawodu rewidenta. Szkolenie trwa około 2 lata i kończy się egzaminem, dzięki którym osoba otrzymuje uprawnienia rewidenta taboru kolejowego i może pracować na tym stanowisku.
Często kurs rewidenta taboru i pracę na tym stanowisku wybierają osoby, które zdobyły już doświadczenie na kolei, bądź skończyły szkołę o profilu kolejowym.